# Zerinde, o Calvo

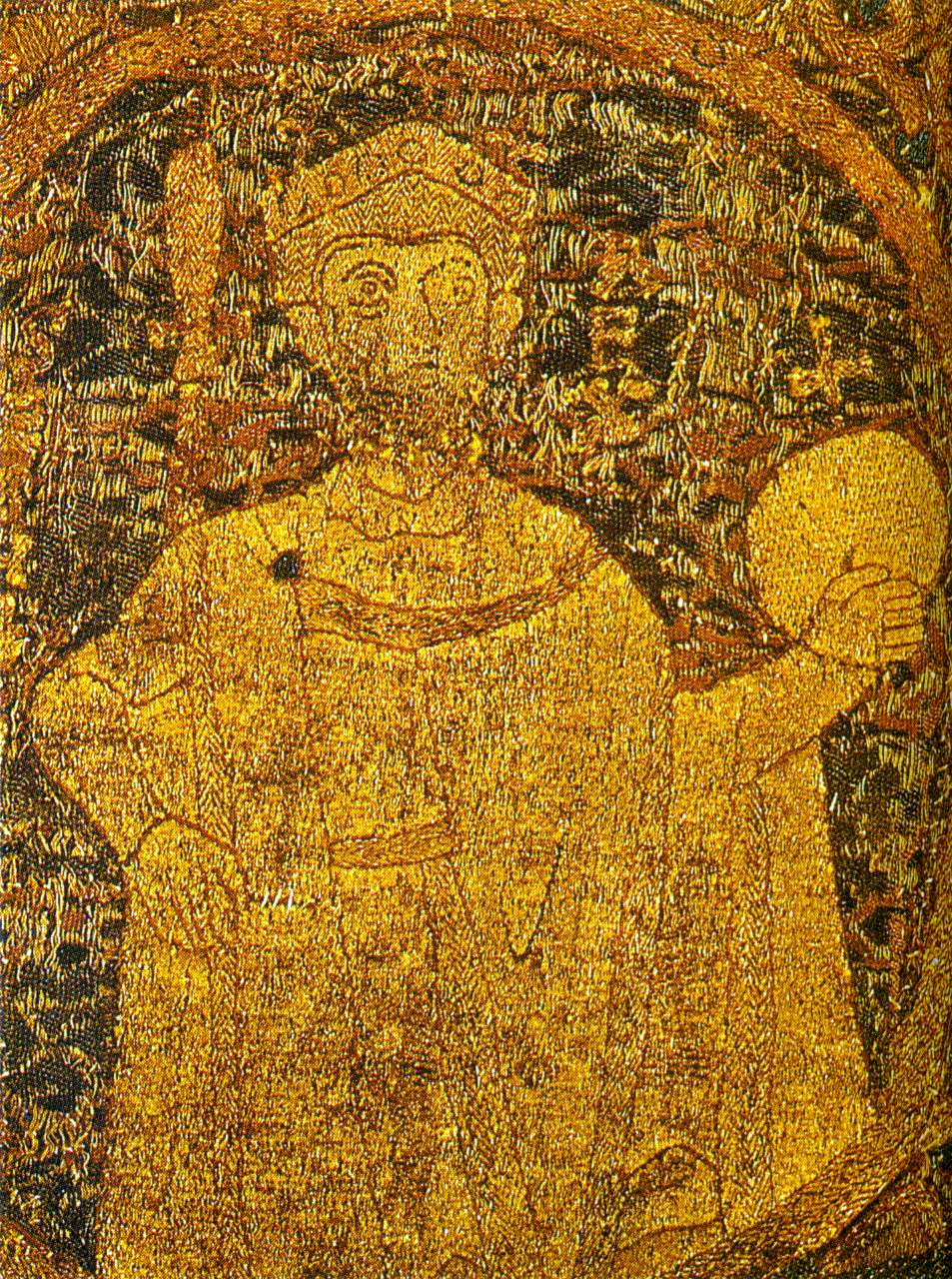
r.

Zerinde ou Zirinde, o Calvo (em húngaro: Tar Szerénd; em latim: Zyrind calvus) foi senhor magiar do século X. Segundo o consenso moderno, era membro da Casa de Arpades. Ele foi o pai de Cupano, o rebelde duque de Somogy do final do século.

## Família
Zerinde era pai de Cupano, oponente do rei Estêvão I (r. 1000/1001–1038), segundo a Crônica Iluminada. A tentativa de Cupano para tomar o trono após a morte do pai de Estêvão, Géza, sugere que Zerinde e seu filho eram membro da família real, descendente de Arpades. Contudo, as conexões exatas de Zerinde são debatidas, pois não é citado na lista de netos de Arpades, compilada pelo imperador Constantino VII em meados do século X.
Segundo dois historiadores (István Katona e Kornél Bakay), ele pode ser associado a Miguel, o irmão mais jovem de Géza, cujo nome pagão é incerto. Eles veem que Zerinde pode ter sido intimamente relacionado com Géza, pois a reivindicação de Cupano para casar com a viúva de Géza, Sarolta, foi vista como incestuosa pelos cronistas húngaros do século XIV, mas esteve totalmente alinhado com o costume pagão do levirato. Outros historiadores (incluindo Gyula Kristó e György Szabados) escrevem que ele era descendente de um dos filhos mais velhos de Arpades, Tarcatzus ou Jutotzas. Por exemplo, Kristó escreve que a tentativa de Cupano para tomar o trono após a morte de Géza mostra que Cupano e Zerinde eram descendentes do filho mais velho de Arpades, pois Géza (que era neto do filho mais novo de Arpades, Zaltas) deveria ter sido sucedido pelo descendente mais velho do primogênito de Arpades se os húngaros adotaram o direito consuetudinário similar aos costumes que regeram a sucessão da liderança tribal entre outros povos das estepes da Eurásia, os pechenegues.

## Posição
A data da morte de Zerinde é desconhecida. O historiador Gusztáv Heckenast diz que morreu cerca de 967. György Szabados escreve que pode ter sido assassinado pelo grão-príncipe Géza, pois lendas medievais enfatizam que Géza foi um governante cruel. Alguns historiadores (incluindo György Szabados e Attila Zsoldos) dizem que  pode ter sido senhor da terra entre o lago Balatão e o rio Sava, que foi dominada pelo carcha Bultzus até 955. Kristó propôs que recebeu esse território como compensação por renunciar seu direito de suceder Taxis em favor do filho dele, Géza. Se é válida a teoria de seu domínio sobre o sul da Transdanúbia e Eslavônia, seu filho Cupano, que portou o título de duque de Sogômio, herdou o domínio de Zerinde. Segundo outra teoria, também proposta por Kristó, Zerinde pode ter sido grão-príncipe da Hungria por algum tempo.